# Bulnesia foliosa
Bulnesia foliosa är en pockenholtsväxtart som beskrevs av August Heinrich Rudolf Grisebach. Bulnesia foliosa ingår i släktet Bulnesia och familjen pockenholtsväxter. Inga underarter finns listade i Catalogue of Life.